# Сату-Поєнь
Сату-Поєнь, Сату-Поєні (рум. Satu Poieni) — село у повіті Вилча в Румунії. Адміністративно підпорядковане місту Белчешть.
Село розташоване на відстані 174 км на захід від Бухареста, 65 км на південний захід від Римніку-Вилчі, 33 км на північ від Крайови.

## Населення
За даними перепису населення 2002 року у селі проживали 79 осіб, усі — румуни. Усі жителі села рідною мовою назвали румунську.